# Stefan Schoblocher
Stefan Schoblocher (* 6. November 1937 in Vaskút, Ungarn; † 1. März 2020 in Jena) war ein ungarndeutscher Schriftsteller.

## Leben
Stefan Schoblocher wurde 1937 im südungarischen Vaskút als Sohn eines selbstständigen Stellmachers geboren. Prägende Eindrücke hinterließen die Märchen der Großmutter und mancher Schulbuchtext inspirierte ihn zum Weiterspinnen. Nach dreijährigem Besuch einer ungarischen Schule wurden er, seine Eltern und seine Großmutter als Ungarndeutsche 1947 nach Görlitz vertrieben. Der Schulbesuch in Görlitz bedeutete eine schwierige Umstellung auf eine andere Unterrichtssprache. Er machte viele Fehler in Diktaten, was für ihn ein Ansporn war, besser zu werden. Dank seines Ehrgeizes erzielte er schnell Fortschritte und er wurde zum begeisterten Bücherleser. Er bevorzugte wahre und erfundene Abenteuer, also alles von Roald Amundsens Expeditionsbericht bis zum Schiffbrüchigenklassiker Robinson Crusoe. Eigene Geschichten zu entwerfen, gelang ihm noch nicht so recht.
In Görlitz absolvierte er von 1953 bis 1956 eine Lehre zum Modelltischler. Nach einer Tätigkeit im erlernten Beruf und der Ableistung des Armeedienstes bei der Grenzpolizei nahm er 1959 ein bis 1962 währendes Pädagogikstudium am Institut für Lehrerbildung „Carl Friedrich Wilhelm Wander“ in Löbau auf. Hier erst gelangen ihm geschlossene exotische Geschichten, die in Zeitungen und Anthologien (und Nachfolgendes auch in Heftreihen) veröffentlicht wurden. Von 1962 bis 1972 arbeitete er als Lehrer an einer Polytechnischen Oberschule und einer Sonderschule in Görlitz. Zwischen 1962 und 1968 war er auf dem Gebiet der Abenteuererzählung sehr produktiv; er benötigte für eine Geschichte etwa eine Woche. Es kam zu – wie er es selbst nannte – „Reibereien“ mit seinem Arbeitgeber, weil er über Gebühr mit seinen Veröffentlichungen beschäftigt war. Dabei stellten ihn diese gar nicht mal zufrieden, weil er sich bewusst war, dass es sich lediglich um kindliche Phantastereien handelte. Diese Verbrauchsware habe mit richtiger Literatur – gab er zu – nichts zu tun, weshalb er ein ernsthaftes Studium in Leipzig am Literaturinstitut „Johannes R. Becher“ anstrebte, was nur als Fernstudium neben seiner Berufsausübung möglich war. In der Rückschau sah er die Fernstudienzeit 1969 bis 1972 als wichtigste Station seines Bildungsweges. Besonders behielt er seinen Förderer, den Schriftsteller Klaus Walther, in Erinnerung.
1972 wurde er Lehrerbildner für Hoch- und Kinderliteratur am Institut für Lehrerbildung in Potsdam. Er erkannte das Schreiben als seine wahre Berufung und traf 1975 die Entscheidung, in Potsdam aufzuhören, um in Leipzig mit einem einjährigen Sonderkurs an das im Fernstudium Erlernte anzuknüpfen. 1976, gegen Ende des Sonderlehrgangs am Literaturinstitut und auf dem Weg in die Freiberuflichkeit als Schriftsteller, bewarb er sich beim Schriftstellerverband für seinen Roman Härtetest um ein Förderstipendium. Diese Förderung wurde dem teilweise in der KVP (Kasernierte Volkspolizei) spielenden Roman wegen der Beschreibung kameradschafts-feierlicher Ausschweifungen und angeblich schlampigem Stil nicht zuteil. Das, was zwei Jahre später im Militärverlag der DDR unter dem Titel Rückkehr nach S. veröffentlicht wurde, ist laut Volkswacht eine „brave Geschichte“. 2019 publizierte Schoblocher den Roman unter dem Titel Rückkehr nach Strapen erneut.
Ab September 1976 war Stefan Schoblocher freischaffend. Sein Romanerstling Semester für Jürgen von 1977 hatte mehrere Anläufe und vier Umarbeitungen gebraucht. Er erfuhr 1981 eine zweite Auflage. 1978 zog Schoblocher nach Jena und 1979 wurde er in den Schriftstellerverband der DDR, Bezirk Gera, aufgenommen.
Im wiedervereinigten Deutschland nahm er das Pseudonym „Stefan Raile“ an. 1995 und 2000 erhielt er jeweils ein Stipendium der Stiftung Kulturfonds der neuen Bundesländer. Der 1996 erschienene Erzählband Dachträume war sein erster Versuch, sich den Erinnerungen an seine Vertreibung aus dem Dorf Vaskút, am Rande der Puszta, zu stellen. 2002 wurde er mit dem Kulturpreis Literatur des BdV (Bund der Vertriebenen) Thüringen ausgezeichnet. In seinem letzten Roman nahm er sich – selbst schon von Krankheit gezeichnet – des Schicksals der 1894 in Jena geborenen Autorin Johanna Bleschke an, die unter dem Pseudonym „Rahel Sanzara“ schrieb, doch schon mit 41 Jahren an Krebs verstarb. Die fiktive Autobiografie der duldsamen Erzählerin mit dem Titel Alles oder nichts erschien 2016. Alte und neue Kurzgeschichten veröffentlichte er weiterhin. Im Vorwort zu der Sammlung von Erzählungen Im Bannkreis der Erinnerung (2018) bekannte er: „Ich halte das Ganze für meinen persönlichsten Band, der die gravierenden Auswirkungen der Wende auf mich und meine literarische Tätigkeit nachvollziehbar mit den Folgen meiner Vertreibung aus Ungarn verknüpft.“
Stefan Schoblocher starb am 1. März 2020 in Jena.

## Werke

### Unter Stefan Schoblocher veröffentlicht
- Brandos Geheimnis (= Das neue Abenteuer; Teil 202). Verlag Neues Leben, Berlin 1962.
- Imre wird gejagt. Deutscher Militärverlag, Berlin 1963.
- Die Galgenfrist (= Kleine Erzählerreihe; Heft 47). Deutscher Militärverlag, Berlin 1964.
- Tatort Viktorienhof (= Kleine Erzählerreihe; Heft 62). Deutscher Militärverlag, Berlin 1965.
- Hochwasser (= Das neue Abenteuer; Teil 242). Verlag Neues Leben, Berlin 1965.
- Miguel und der Rebell (= Erzählerreihe; Heft 144). Deutscher Militärverlag, Berlin 1968.
- Semester für Jürgen. Roman. Mitteldeutscher Verlag, Halle (Saale) 1977.
- Rückkehr nach S. Roman. Militärverlag der Deutschen Demokratischen Republik, Berlin 1978.
- Aufstand in Tenochtitlán (= Erzählerreihe; Heft 306). Militärverlag der Deutschen Demokratischen Republik, Berlin 1987, ISBN 3-327-00439-0.
- Leiners Geständnis (= Erzählerreihe; Heft 314). Militärverlag der Deutschen Demokratischen Republik, Berlin 1988, ISBN 3-327-00609-1.
- Eine Chance für Mario Hertel (= Erzählerreihe; Heft 323). Militärverlag der Deutschen Demokratischen Republik, Berlin 1989, ISBN 3-327-00819-1.

### Unter Stefan Raile veröffentlicht
- Xopil, Kämpfer für den König. Ein Aztekenjunge erlebt die Eroberung Mexikos (= Anne-Frank-Shoah-Bibliothek). Urachhaus, Stuttgart 1995, ISBN 3-8251-7053-5.
- Montezumas Tod (= Winsener Hefte; Heft 9). Hans Boldt Literaturverlag, Winsen Luhe/Weimar 1995, ISBN 3-928788-14-0.
- Dachträume. Erzählungen (= VUdAK-Bücher Reihe Literatur; Band 4). Mit einem Nachwort von Helmut Rudolf. Verband Ungarndeutscher Autoren und Künstler, Budapest 1996, ISBN 963-8333-00-6.
- (als Mitautor:) Wendezeiten. Texte des Thüringer Literaturwettbewerbs. Gestern – Heute – Morgen 1995. Geschichten zur deutschen Geschichte. Herausgegeben von Siegfried Pitschmann, Quartus-Verlag, Bucha bei Jena 1997, ISBN 3-931505-19-7.
- (als Mitautor:) Kindheitserinnerungen. Heiteres und Besinnliches aus der Heimat. Satzart Plauen, Plauen 1998, ISBN 3-00-002840-4.
- Ungarische Geschichten (= Winsener Hefte; Heft 12). Hans Boldt Literaturverlag, Winsen Luhe/Weimar 1998, ISBN 978-3-928788-25-0.
- (als Mitautor:) Kleine europäische Geschichten. Erzählungen. Herausgegeben von Hans Boldt. Hans Boldt Literaturverlag, Winsen Luhe/Weimar 1999, ISBN 3-928788-28-0.
- Die gehenkten Puppen. Roman. Scheffler Verlag, Herdecke 2001. ISBN 3-89704-153-7.
- Ich war bei Cortés Capitán. Scheffler Verlag, Herdecke 2002, ISBN 3-89704-254-1.
- Die Melone im Brunnen. Roman. Mitteldeutscher Verlag, Halle (Saale) 2004, ISBN 3-89812-245-X.
- Im Weinberg Gottes. Eine Reise nach Israel (= Reportagen und Reiseberichte; Band 1). GSG-Medien, Waiblingen 2005, ISBN 3-937984-07-0.
- (als Mitautor:) Erkenntnisse 2000. Ungarndeutsche Anthologie (= VUdAK-Bücher Reihe Literatur; Band 9). Verband Ungarndeutscher Autoren und Künstler, Budapest 2005, ISBN 963-8333-11-1.
- Im Staub der Jahre. Erzählungen. Docupoint-Verlag, Magdeburg 2005, ISBN 3-938142-66-9.
- Mandroks erster Fall. Kriminalerzählung. Docupoint-Verlag, Magdeburg 2006, ISBN 3-938142-94-4.
- Einer hat Mut. Abenteuer-Geschichten von heute und früher, von nah und fern. Docupoint-Verlag, Magdeburg 2006, ISBN 3-939665-05-3.
- Kampf um Tenochtitlán. Zwei historische Romane. Docupoint-Verlag, Magdeburg 2007, ISBN 978-3-939665-23-6 (enthält Ich war bei Cortés Capitán und Xopil, Kämpfer für den König).
- (als Mitautor:) Seitensprünge. Literatur aus deutschsprachigen Minderheiten in Europa. Herausgegeben von Manfred Peters. Folio Verlag, Wien/Bozen 2009, ISBN 978-3-85256-476-0.
- Gefährte des Adlers. Erzählung (= Winsener Hefte; Heft 32). Hans Boldt Literaturverlag, Winsen Luhe 2011, ISBN 978-3-928788-70-0.
- Letzter Abschied. Roman. Quartus-Verlag, Bucha bei Jena 2011, ISBN 978-3-936455-11-3.
- Alles oder nichts. Roman über Rahel Sanzara (= Die weiße Reihe; Band 8). Quartus-Verlag, Bucha bei Jena 2016, ISBN 978-3-943768-59-6.
- Von Vaskút nach Görlitz oder Sehnsucht nach Schneewittchen. HeRaS Verlag, Göttingen 2018, ISBN 978-3-7427-4315-2.
- (neu bearbeitete Fassung, Coveraufdruck „Stefan Raile“, bisweilen bibliografiert mit „Stefan Schoblocher“:) Kampf um Tenochtitlán. Zwei historische Romane. HeRaS Verlag, Göttingen 2018, ISBN 978-3-7427-4314-5.
- Unterwegs zu Sándor. Erzählungen. HeRaS Verlag, Göttingen 2018, ISBN 978-3-7427-3262-0.
- Im Bannkreis der Erinnerung. Geschichten gegen das Vergessen. HeRaS Verlag, Göttingen 2018, ISBN 978-3-95914-165-9.
- Späte Liebe am Meer. Liebes-Geschichten. HeRaS Verlag, Göttingen 2018, ISBN 978-3-7427-1285-1.
- An verschiedenen Fronten. Erzählungen. HeRaS Verlag, Göttingen 2019, ISBN 978-3-7427-0616-4.
- (Neuauflage:) Abenteuer-Geschichten von heute und früher, von nah und fern. HeRaS Verlag, Göttingen 2019, ISBN 978-3-7485-9781-0.
- Rückkehr nach Strapen. Die Abenteuer des Soldaten Ronny B. Roman. HeRaS Verlag, Göttingen 2019, ISBN 978-3-7485-6049-4.

## Auszeichnungen
- 2002: Kulturpreis Literatur des BdV (Bund der Vertriebenen) Thüringen